# هارفست مون
هارفست مون حصاد القمر (Harvest Moon)هي سلسلة العاب محاكاة لحياة المزرعة من الزراعة وتربية الحيوانات أول إصدار للعبة عام 1996
الهدف من اللعبة هو إعادة بناء مزرعة قديمة وتحويلها لأخرى ناجحة على مدى لفترة زمنية وتشمل العناية بالمحاصيل والمواشي وتكوين الصداقات مع أهل القرية، وفي بعض اجزاء السلسة الزواج وتأسيس اسرة
المطور:فيكتور إنتراكتيف سوفتوير
الناشر: ناتسومي.

## طريقة العب
معظم اللعب في المباريات في هارفست مون
زراعة البذور الفواكه والخضروات والزهور والأعشاب، وجمع المواد، مما يجعل من التحسينات المنزلية، وبناء العلاقات الشخصية. ويجب على المزارع الناجح موازنة التكلفة، سعر البيع، وعدد من المحاصيل، وأوقات النمو في أنواع مختلفة من المنتجات من أجل اختيار أفضل المنتجات في كل من المواسم. ويمكن للمرء ان يذهب أيضا صيد الأسماك والتعدين من أجل الربح الإضافي.والتحدي الأكبر هو لاعب لإدارة وقتهم. ليس هناك سوى فترة قصيرة من الوقت في كل يوم المباراة، واللاعب الوحيد لديه مبلغ محدد من الطاقة. ويجب أن توازن وقتهم وقوة من خلال العمل في المزرعة وتكوين صداقات مع الناس في المدينة